# Барле Янко
Барле Янко — (*12 березня 1869 — †18 лютого 1941) — словенський історик і публіцист.
Йому належить перший у Словенії загальний відгук на переклади творів Тараса Шевченка хорватською мовою здійснені А. Харамбашичем. Рецензію опубліковано в журналі «Dom in svet» («Батьківщина і Світ», 1888, № 7) за підписом Janko B.